# Alcis pleniferata
Alcis pleniferata är en fjärilsart som beskrevs av Walker 1862. Alcis pleniferata ingår i släktet Alcis och familjen mätare. Inga underarter finns listade i Catalogue of Life.